# Джей в Голливуде
«Джей в Голливуде» (англ. Madness in the Method; дословно — «Сумасшествие как метод») — американский комедийный криминальный фильм, режиссёрский дебют Джейсона Мьюза. В США фильм вышел 2 августа 2019 года. В России фильм вышел в цифровом релизе 24 октября 2019 года.

## Сюжет
Джейсону Мьюзу надоело быть типичным актёром. Следуя совету своего приятеля, он читает книгу о необычном методе актёрского мастерства. Джейсон, следуя этой методике, доводит себя до безумия и становится серийным убийцей.

## В ролях
| Актёр             | Роль                            |
| ----------------- | ------------------------------- |
| Джейсон Мьюз      | В роли себя                     |
| Кевин Смит        | В роли себя                     |
| Тери Хэтчер       | Джина Уильямс                   |
| Винни Джонс       | В роли себя                     |
| Мики Гуч мл.      | Детектив Уэйн Арнольд           |
| Хайме Камил       | Фернандо Вилларриал             |
| Джина Карано      | Кэрри                           |
| Дэнни Трехо       | В роли себя                     |
| Стэн Ли           | В роли себя                     |
| Брайан О’Хэллоран | В роли себя                     |
| Эстер Андерсон    | Шеф Полиции Джорджи М. Андерсон |
| Дэвид Дастмалчян  | Свидетель                       |
| Блейк Харрисон    | Оливер                          |
| Мэтт Уиллис       | Энтони Косталино                |
| Дин Кейн          | В роли себя                     |
| Эванна Линч       | Эбби Фокс                       |
| Харли Квинн Смит  | В роли себя                     |